# Ржавчина растений
Ржавчина растений — грибное заболевание растений. Поражает плодовые деревья, пшеницу, подсолнечник. Вызывается ржавчинными грибами.

## Ржавчина груши и яблони

### Развитие и симптомы поражения ржавчиной
Вначале ржавчина заражает можжевельник. В результате на его тканях образуются выросты. Из них споры гриба ржавчины ветром переносятся на деревья, заражая листья и молодые побеги. Первые признаки заболевания деревьев появляются вскоре после цветения. В середине лета на листьях деревьев появляются пятна оранжевого цвета, увеличивающиеся в размере. Затем на нижней стороне листьев образуются выросты со спорами гриба ржавчины.

### Меры защиты
Профилактические мероприятия: не рекомендуется выращивать можжевельник рядом с грушевыми и яблочными садами; полезно насаждение ветрозащитных полос вокруг садов для уменьшения вероятности разноса спор ржавчинных грибов ветром.
Лечебные мероприятия: обработка серой, бордосской жидкостью и её заменителями, осеннее увлажнение мочевиной.